# Свиња (Прешов)
Свиња (слч. Svinia) насељено је мјесто са административним статусом сеоске општине (слч. obec) у округу Прешов, у Прешовском крају, Словачка Република.

## Становништво
| Година:    | 1994. | 2004.    | 2014.    | 2024.    |
| ---------- | ----- | -------- | -------- | -------- |
| Број људи: | 1159  | 1452     | 2086     | 2673     |
| Разлика:   |       | +25,28 % | +43,66 % | +28,13 % |

| Година:    | 2023. | 2024.   |
| ---------- | ----- | ------- |
| Број људи: | 2566  | 2673    |
| Разлика:   |       | +4,16 % |

Према подацима о броју становника из 2024. године насеље је имало 2673 становника.